# Акимова, Наталья Геннадьевна
Наталья Геннадьевна Акимова (11 апреля 1966, Барнаул, Алтайский край, СССР — 28 июня 2021, район ледников Актру, Республика Алтай) — российская художница, член Союза художников России (1998), педагог.

## Биография
Родилась 11 апреля 1966 года в Барнауле.
Начала рисовать в раннем возрасте, источником вдохновения для первых работ юной художницы служили военные сцены из фильмов, которые транслировали по телевизору.
Обучалась в ДШИ № 1 у И. И. Самозванцева, в Новоалтайском художественном училище (преподаватель — И. С. Хайрулинов), а также в Красноярском государственном художественном институе имени В. И. Сурикова (мастерская А. М. Знака), который окончила в 1994 году.
12 лет работала в Институте архитектуры и дизайна Алтайского государственного технического университета, затем — в Алтайском государственном институте культуры (кафедра дизайна и архитектуры), где преподавала рисунок и живопись.
Умерла 28 июня 2021 во время отдыха в районе ледников Актру (Республика Алтай).

## Творчество
Художница работала в жанре натюрморта, портрета и пейзажа (особенно большую роль в её творческой жизни играл пленэр).
Произведения Натальи Акимовой находятся в музеях и частных собраниях России, Германии и США.

### Некоторые работы
«Вечерние Саяны» (2017), «Поляна духов. Аршан» (2017), «Дом матери В. М. Шукшина» (2018), «Портрет Анатолия Владимировича Кирилина» (2020), «Мой двор» (2020), «Полевые цветы» (из серии «Июль», 2020), «Цикорий цветёт» (2020).

## Выставки
С 1994 года принимала участие в краевых выставках.

## Награды
Почётные грамоты, дипломы администраций Барнаула, Рубцовска и Центра польской культуры на Алтае.